# Dracula hirtzii
Dracula hirtzii é uma espécie de orquídea epífita de crescimento cespitoso cujo gênero é proximamente relacionado às Masdevallia, parte da subtribo Pleurothallidinae. Esta espécie é originária do sudoeste da  Colômbia e noroeste do Equador, onde habita florestas úmidas e nebulosas das montanhas.
Pode ser diferenciada das espécies mais próximas por suas grandes flores, geralmente lisas intenamente, ocasionalmente com poucos pelos curtos amarelados nas sépalas laterais, com muitas pintas avermelhadas e labelo de epiquilo com margens eretas.